# Abell 383

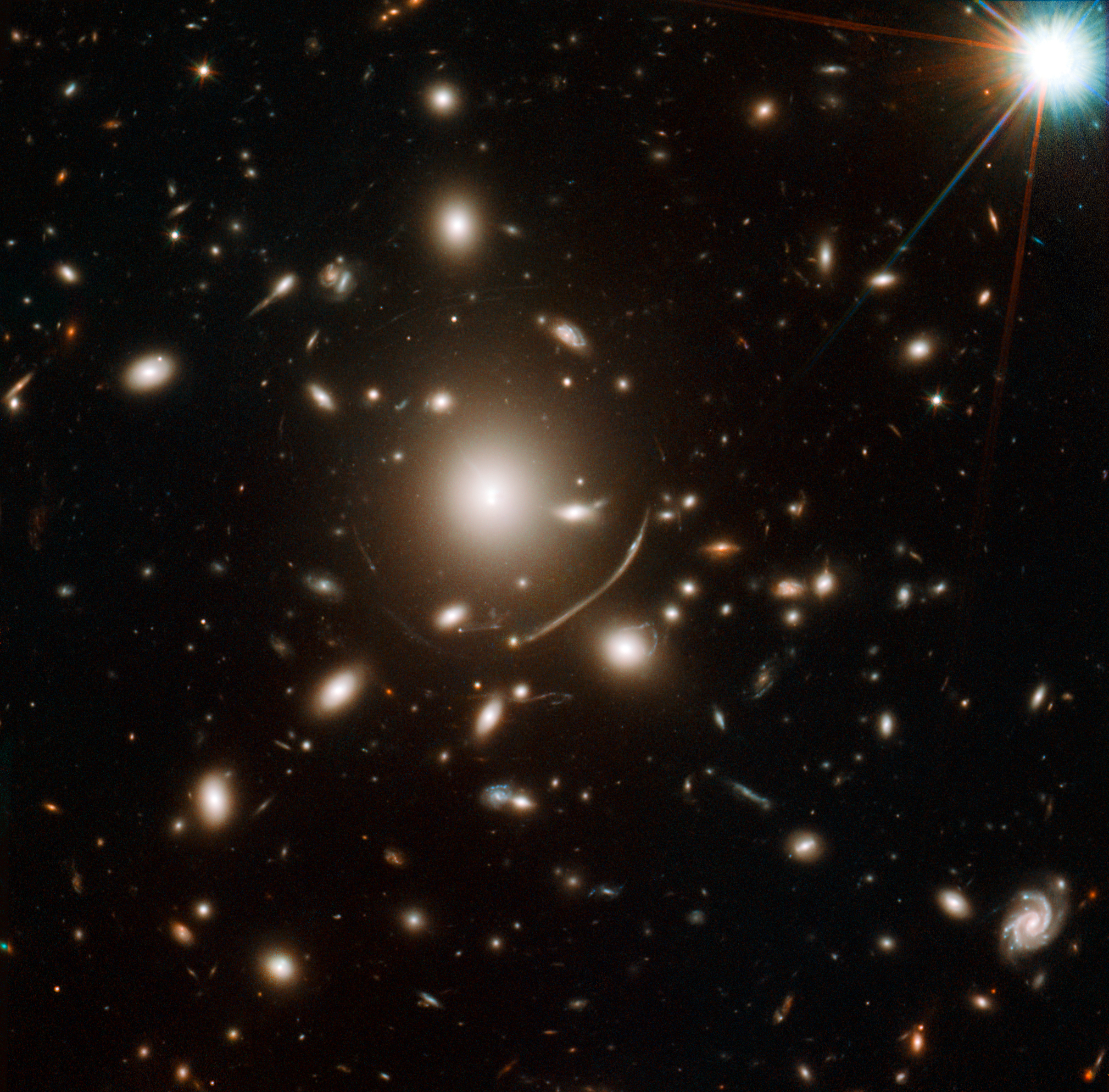
Zdjęcie gromady galaktyk Abell 383 wykonane przez Kosmiczny Teleskop Hubble’a

Abell 383 – gromada galaktyk znajdująca się w konstelacji Erydanu w odległości 2,3 miliarda lat świetlnych.
W 2011 roku obserwacje tej gromady, działającej jako soczewka grawitacyjna i wzmacniającej obraz, umożliwiły odkrycie galaktyki, której gwiazdy powstały zaledwie 200 milionów lat po Wielkim Wybuchu.
W 2012 roku dwa zespoły astronomów wykorzystując dane dostarczone przez obserwatorium rentgenowskie Chandra oraz inne teleskopy stworzyły mapę dystrybucji ciemnej materii w gromadzie Abell 383. Mapa ta ukazuje rozkład ciemnej materii przypominający gigantyczną rozciągniętą piłkę do futbolu amerykańskiego. Kierunek tego rozciągnięcia zdaje się leżeć bardzo blisko linii obserwacji.